# Lactalis
Lactalis — транснациональная французская частная молочная корпорация, крупнейший в мире производитель сыра. Основана в 1933 году семьёй Бенье. Штаб-квартира расположена в городе Лаваль (регион Пеи-де-ла-Луар, Франция).

## История
Компанию основал Андре Бенье (фр. André Besnier) 19 октября 1933 года в городе Лаваль. Первоначально это было небольшое семейное предприятие по производству сыров камамбер, называвшееся Société Laitière de Laval A. Besnier & Cie. В 1955 году руководство перешло к Мишелю Бенье. В 1966 году предприятие сильно пострадало от наводнения, после чего Мишель Бенье решил, что нужно расширять деятельность. В 1968 году была зарегистрирована торговая марка Président, а в 1969 году открыт сырзавод в Майене. Также в 1969 году была куплена компания Bourdon, производившая сыры в Нормандии. В 1970-х годах компания продолжила расширение за счёт поглощений, а в 1978 году в Донфрон был открыт новый завод, один из крупнейших в мире по производству мягких сыров. В 1979 году был открыт маслозавод в Изиньи-ле-Бюа.
В 1980 году была куплена группа Atlalait с 6 заводами на западе Франции. В 1981 году в городе Белмонт (штат Висконсин, США) было открыто первое зарубежное предприятие. В 1983 году было начато производство в Испании. К этому времени оборот компании достиг 5 млрд франков. В 1985 году у Nestlé была куплена дочерняя компания Claudel Roustand Galac. В 1987 году в городе Терлок (Калифорния) был открыт второй завод в США, который кроме сыров производил мороженое и йогурты. К концу 1980-х годов у компании Бенье было 36 заводов, оборот составлял около 10 млрд франков, из них четверть приносили зарубежные операции.
В 1990 году за 2 млрд франков была куплена компания Bridel, основной конкурент на рынке французского камамбера. В 1991 году был куплен производитель сыров Girod, а также подразделение молочной продукции группы Perrier. В 1992 году был куплен контрольный пакет акций компании Caves de Roquefort, на которую приходилось 80 % мирового производства сыра рокфор. Для финансирования поглощений в 1992 году была создана дочерняя компания Société pour le Financement de l’Industrie Laitière (SOFIL), 40 % акций которой было продано трём французским банкам. В 1993 году было сделано ещё несколько приобретений, включая контрольный пакет акций в Unicoolait (кооперативе сыроделов Эльзаса) и долю в компании Fromageries Bel (производитель плавленых сыров под брендом La Vache Qui Rit). С оборотом в 1993 году в 24 млрд франков Besnier была крупнейшей молочной компанией во Франции, а в Европе уступала только Nestlé. Во второй половине 1990-х годов компания расширила деятельность в Восточную Европу: в 1996 году было создано совместное предприятие в Николаеве (Украина) и куплено 83 % акций полькой компании Polser, а в 1997 году открыт филиал в России Besnier Vostok. В 1998 году была куплена итальянская компания Locatelli (производитель моцареллы), а в 1999 году расширено присутствие в США приобретением компаний Concord Marketing и Simplot Dairy Group.
В 1999 году компания сменила название на Lactalis. После смерти Мишеля Бенье в июне 2000 года руководство компанией перешло к его сыну, Эммануэлю. В 2004 году Foodmaster International продала группе Lactalis свои активы в Казахстане, Украине и Молдавии. Также в 2004 году были куплены McLelland Group (британский производитель сыров) и Rondele (США). В 2004 году начался экспорт продукции в Индию, а в 2005 году — в Японию. В 2006 году была приобретена итальянская компания Edigio Galbani, а также создано совместное с Nestlé производство охлажденных молочных продуктов Lactalis-Nestlé Fresh Products. Оборот группы в 2006 году составлял 5,5 млрд евро.
В 2007 год была приобретена хорватская компания Dukat, а также украинская компания «Молочный дом», производившая молокопродукты под брендом «Фанни». В 2010 году были куплены испанские компании Forlasa (сыр), Puleva (питьевое молоко) и Sanutri (детское питание).
В 2011 году приобретён контрольный пакет акций концерна Parmalat, что вывело Lactalis на рынки Южной Америки, Австралии, ЮАР и Канады. В 2013 году куплена словенская Ljubljanske Mlekarne, а в 2017 году — американский производитель сыров Stonyfield Farm. В конце 2017 года группе пришлось отозвать крупную партию детского питания (12 млн упаковок в 83 странах) из-за заражения сальмонеллой.
В 2018 году было куплено 69,3 % акций Ляховичского молочного завода в Белоруссии, сумма сделки составила около 10 млн долларов США. В следующем году были приобретены два завода Nestlé в Узбекистане (Наманган, производство воды и молочной продукции). В 2020 году группа приобрела завод компании Бель Шостка Украина в городе Шостка (Украина). В 2021 году у Kraft Heinz за 3,2 млрд долларов было куплено подразделение сыров. В июле 2022 года был куплен итальянский производитель сыров Ambrosi.

## Собственники и руководство
Группа полностью контролируется семьёй Бенье (Эммануэль, Жан-Мишель и Мари Бенье, внуки основателя).
Эммануэль Бенье (Emmanuel Besnier, род. 18 сентября 1970 года) — генеральный директор с 2000 года. В октябре 2024 года журнал Forbes оценивал его состояние в 25,7 млрд долларов (76-е место в мире).

## Деятельность
Выручка группы за 2023 год составила 29,5 млрд евро, её распределение по регионам: Европа — 53 %, Америка — 31 %, Африка, Азия и Океания — 16 %. Основными категориями продукции были сыры (39 % выручки), молоко (19 %), охлаждённая молочная продукция (15 %), сливочное масло и сливки (12 %), ингредиенты и пищевые смеси (8 %), другая продукция (7 %).
Производственные мощности группы в 2023 году состояли из 270 предприятий в 51 стране мира, из них 151 завод в Европе, 65 в Америке и 54 в других регионах. Основными брендами, под которыми реализовывалась продукция, были Président, Galbani, Parmalat и Kraft, также крупными международными брендами являются Bridel, Lactel, Sorrento, Rondele и Locatelli.

### Деятельность в России
В России компания с 1997 года, в 2002 году построен собственный завод по производству плавленного сыра в Истринском районе Московской области, в деревне Лешково.
В 2010 году компания приобрела Ефремовский маслосыродельный комбинат в Тульской области.